# Saint-Aubin-d’Appenai
Saint-Aubin-d’Appenai ist eine Gemeinde im französischen Département Orne in der Normandie. Sie gehört zum Kanton Écouves und zum Arrondissement Alençon. An der westlichen Gemeindegrenze verläuft das Flüsschen Tanche. Nachbargemeinden sind Aunay-les-Bois und Boitron im Nordwesten, Montchevrel im Norden, Laleu im Osten, Coulonges-sur-Sarthe, Le Mêle-sur-Sarthe und Saint-Léger-sur-Sarthe im Süden und Marchemaisons im Westen.

## Bevölkerungsentwicklung
| Jahr      | 1962 | 1968 | 1975 | 1982 | 1990 | 1999 | 2008 | 2015 | 2021 |
| --------- | ---- | ---- | ---- | ---- | ---- | ---- | ---- | ---- | ---- |
| Einwohner | 296  | 271  | 292  | 310  | 311  | 320  | 403  | 396  | 413  |

## Sehenswürdigkeiten

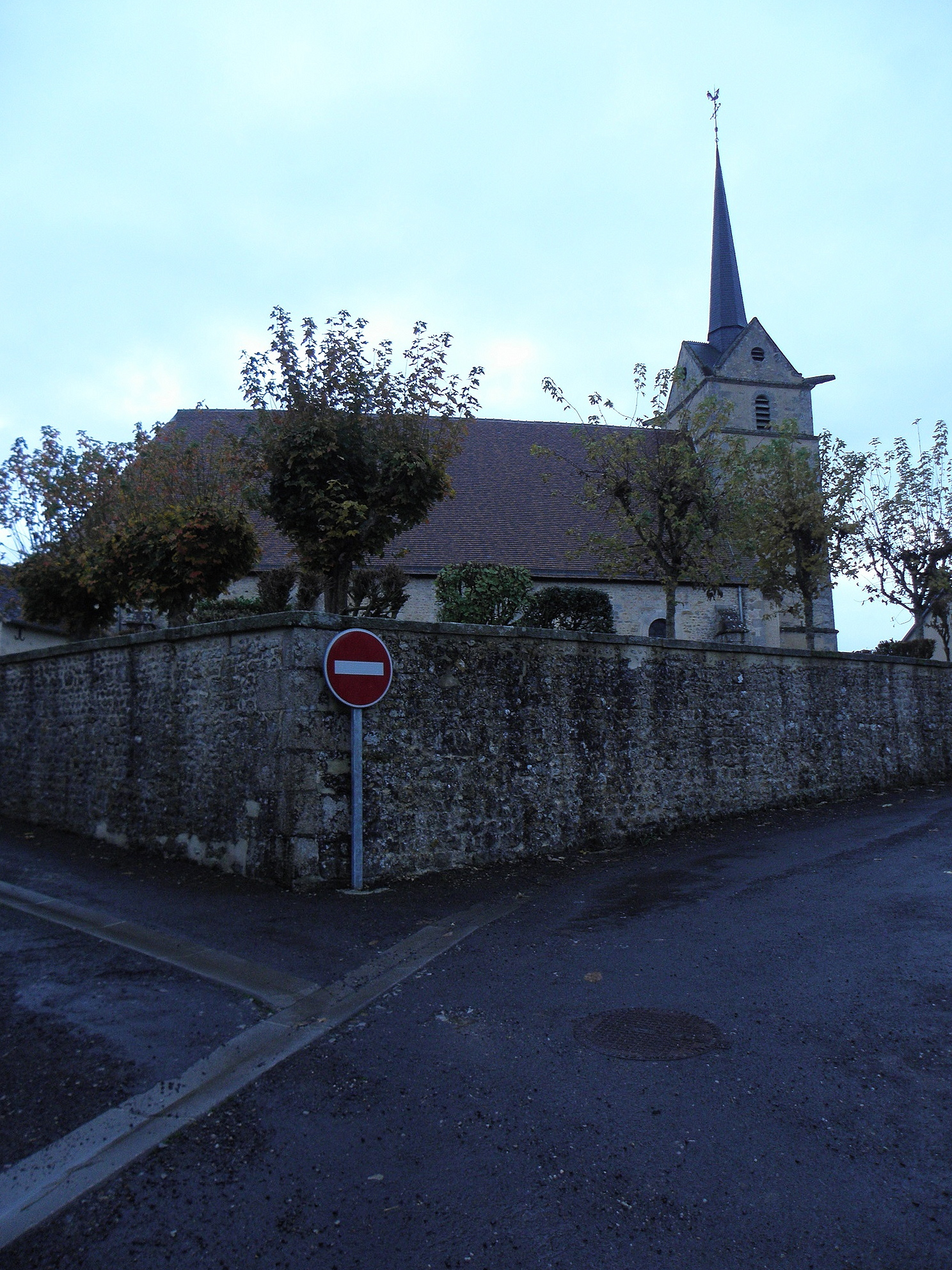
Kirche Saint-Aubin

- Kriegerdenkmal
- Kirche Saint-Aubin